# ولکانتش
ولکانتش (به لاتین: Vlkaneč) یک منطقهٔ مسکونی در جمهوری چک است که در شهرستان کوتنا هورا واقع شده‌است.